# Juan Guillermo Urán
Juan Guillermo Urán (Medellín, 3 gennaio 1983) è un tuffatore colombiano.

## Carriera
Ha partecipato alle Olimpiadi di Sydney del 2000 guadagnando il 41º posto dal trampolino 3 metri e il 27º posto dalla piattaforma 10 metri.
Alle Olimpiadi di Atene del 2004 è giunto 31º nel trampolino e 12º dalla piattaforma.
Nel 2007 ha vinto la medaglia di bronzo ai XV Giochi panamericani giungendo terzo nella finale dalla piattaforma 10 metri.
Alle Olimpiadi di Pechino 2008 ha ottenuto il sesto posto con il compagno di squadra Víctor Ortega nel sincronizzato dalla piattaforma 10 metri.
Si è classificato al decimo posto nel trampolino 3 metri e all'undicesimo posto nella piattaforma 10 metri.
L'11 novembre 2010, dopo essere risultato positivo ad un test antidoping che ha evidenziato l'assunzione di cocaina, è stato sospeso due anni per una decisione del Tribunale Disciplinale della Federazione colombiana di nuoto.

## Palmarès
- Giochi panamericani

Rio de Janeiro 2007: bronzo nella piattaforma 10 metri sincro